# Tāzirbū
Tāzirbū är en oas i Libyen. Den ligger i den centrala delen av landet, 1 100 km sydost om huvudstaden Tripoli. Tāzirbū ligger 261 meter över havet.
Terrängen runt Tāzirbū är mycket platt.  Trakten runt Tāzirbū är nära nog obefolkad, med mindre än två invånare per kvadratkilometer. Det finns inga samhällen i närheten. Trakten runt Tāzirbū är ofruktbar med lite eller ingen växtlighet.